# Миркасымов, Мирахат Мирхаджиевич
Мирахат Мирхаджиевич Миркасымов (узб. Mirahad Mirhojiyevich Mirqosimov; род. 2 октября 1941, Ташкент, Узбекская ССР, СССР) — советский и узбекский партийный, государственный и хозяйственный деятель. Председатель Совета министров Узбекской ССР (1989—1990).

## Биография
В 1958 году поступил в Ташкентский политехнический институт, который окончил в 1962 году по специальности «инженер-механик».
С 1962 года работал в Центральном конструкторском бюро технологии и машиностроения «Герметик» Министерства электронной промышленности СССР в г. Ташкенте: инженером, старшим инженером, ведущим инженером, начальником лаборатории, начальником технологического отделения.
С 1973 года — в аппарате ЦК Коммунистической партии Узбекистана: инструктор, заведующий сектором отдела тяжелой промышленности и машиностроения.
С 1980 года — заведующий отделом тяжелой промышленности Ташкентского обкома партии.
С 1984 года — первый секретарь Алмалыкского горкома партии Ташкентской области.
С января 1986 года — первый секретарь Хорезмского обкома Компартии Узбекистана.
С июля 1988 года — первый секретарь Ташкентского обкома партии.
С октября 1989 года — Председатель Совета Министров Узбекской ССР.
С марта 1990 года — председатель Комитета народного контроля Узбекской ССР.
Депутат Верховного Совета СССР 11 созыва. Народный депутат СССР. Награжден орденом Трудового Красного Знамени, орденом «Знак Почета», грамотой Кыргызской Республики (1995).